# Nationale Bibliotheek van Aruba
De Nationale Bibliotheek van Aruba (Papiaments: Biblioteca Nacional Aruba) is de belangrijkste bibliotheek van Aruba. Ze is gevestigd in Oranjestad en heeft meer dan 100.000 boeken. 

## Geschiedenis
De eerste openbare bibliotheek op Aruba werd geopend op 20 augustus 1949. Zij startte als landsdienst vanuit het toenmalige bestuurskantoor, thans bekend als het gerechtsgebouw van Aruba, aan de J.G. Emanstraat. Met de invoering van de Eilandenregeling Nederlandse Antillen ging de bibliotheek in 1954 over naar het eilandelijk bestuur.
De eerste bibliotecaris was A.J.C. Krafft. De collectie bestond uit 3000 boeken en een 50-tal kranten en tijdschriften. In juni 1952 werd er voor de op Aruba woonachtige Friestaligen een Friese afdeling ingericht. In 1950 verhuisde de bibliotheek naar de hoek Lagoenweg/Zoutmanstraat en datzelfde jaar werd Johan Hartog tot bibliothecaris benoemd. Van 1953 tot 1982 was de bibliotheek gevestigd in de voormalige landsschool uit het jaar 1888 aan de Wilhelminastraat. Op 18 april 1952 werd het eerste filiaal geopend te San Nicolas. In 1965 kreeg ook Santa Cruz een filiaal, welke in 1974 werd opgeheven na onvoldoende gebruik. Dit filiaal was ondergebracht in een uit 1863 daterend woonhuis, het oudste van Aruba, dat op het erf van de parochiekerk van Santa Cruz stond en als voormalig zusterhuisje diende.
Onder de nieuwe naam Biblioteca Publico Aruba opende de bibliotheek in augustus 1982 haar moderne nieuwbouwpand in de wijk Mon Plaisir aan de George Madurostraat. In de beginperiode waren de collecties vooral gericht op Nederland, maar vanaf de jaren 80 werden deze uitgebreid met boeken in het Papiaments of uit de regio. Deze nationale en speciale collecties zijn gehuisvest in een ander pand, Arubiana-Caribiana, in de Bachstraat in Oranjestad. De dependance te San Nicolas ligt in de Stuyvesantstraat. 
Bij het ingaan van de status aparte van Aruba in 1986 werd de toenmalige openbare bibliotheek een nationale bibliotheek, die ook een bewaarfunctie kreeg voor op Aruba verschenen boeken en geschriften. Dit leidde tot de naamwijziging in Biblioteca Nacional Aruba.

## Externe links

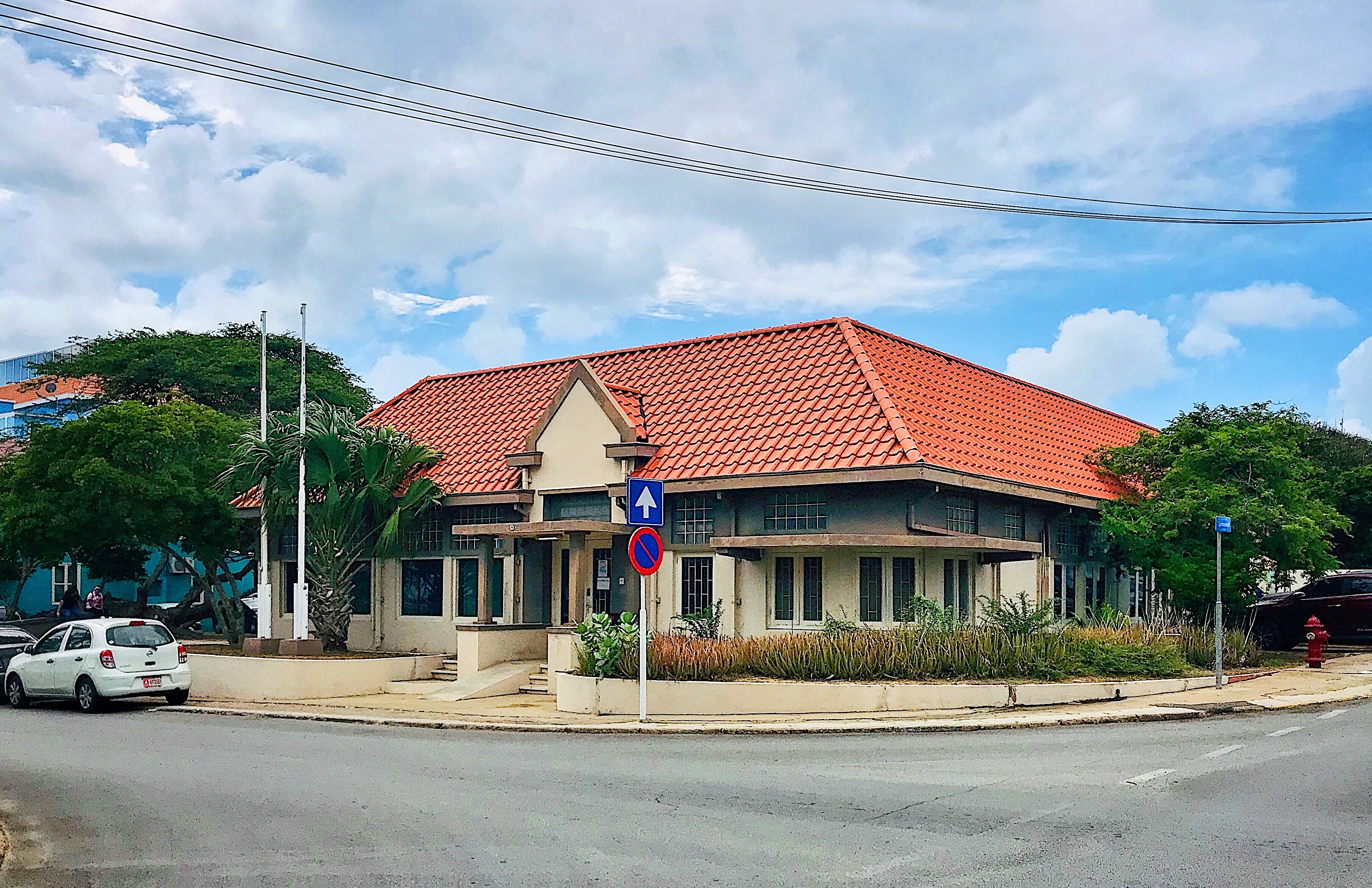
Onderkomen op hoek Lagoenweg/Zoutmanstraat
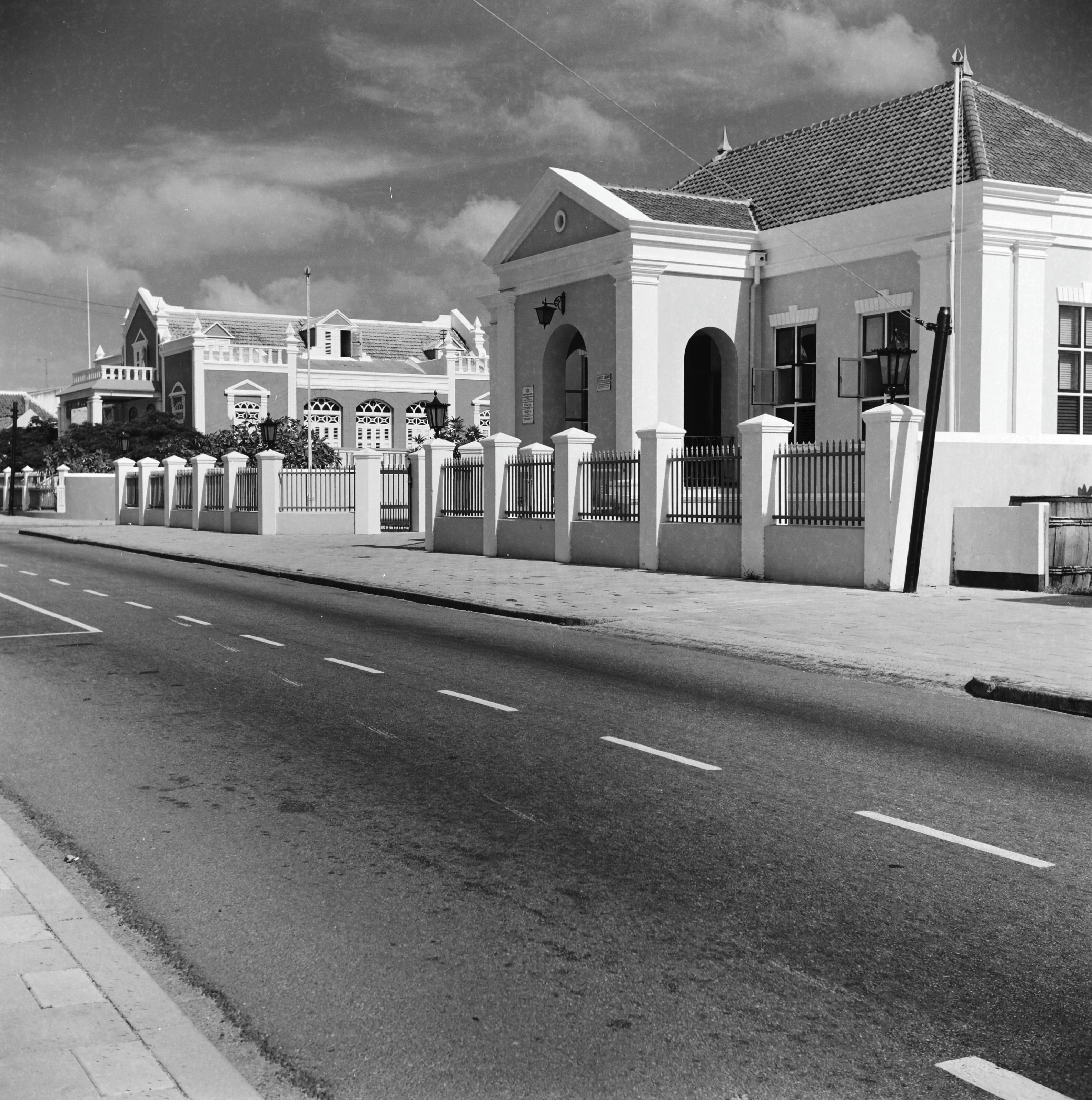
Onderkomen te Wilhelminastraat (1966)
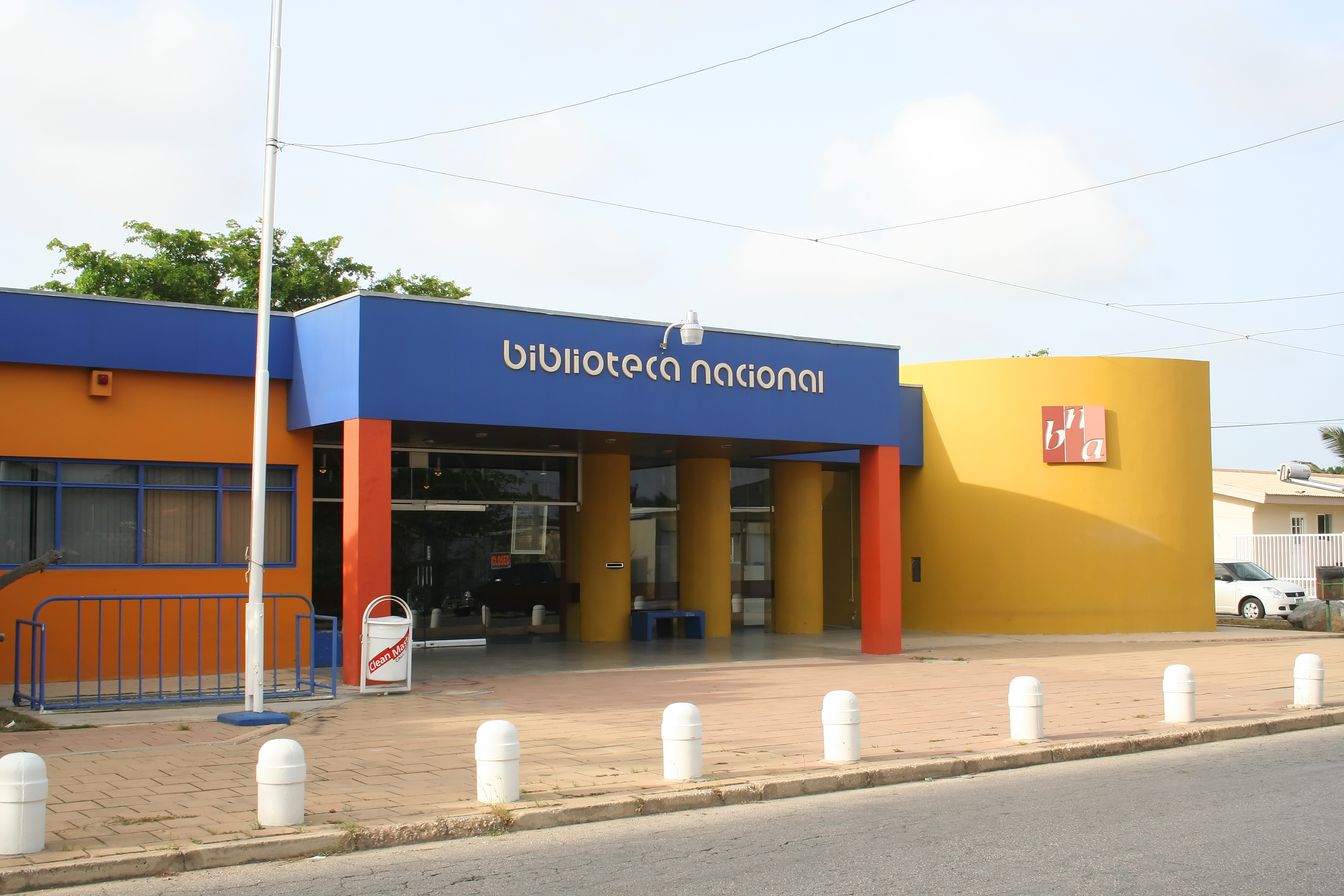
Onderkomen te George Madurostraat
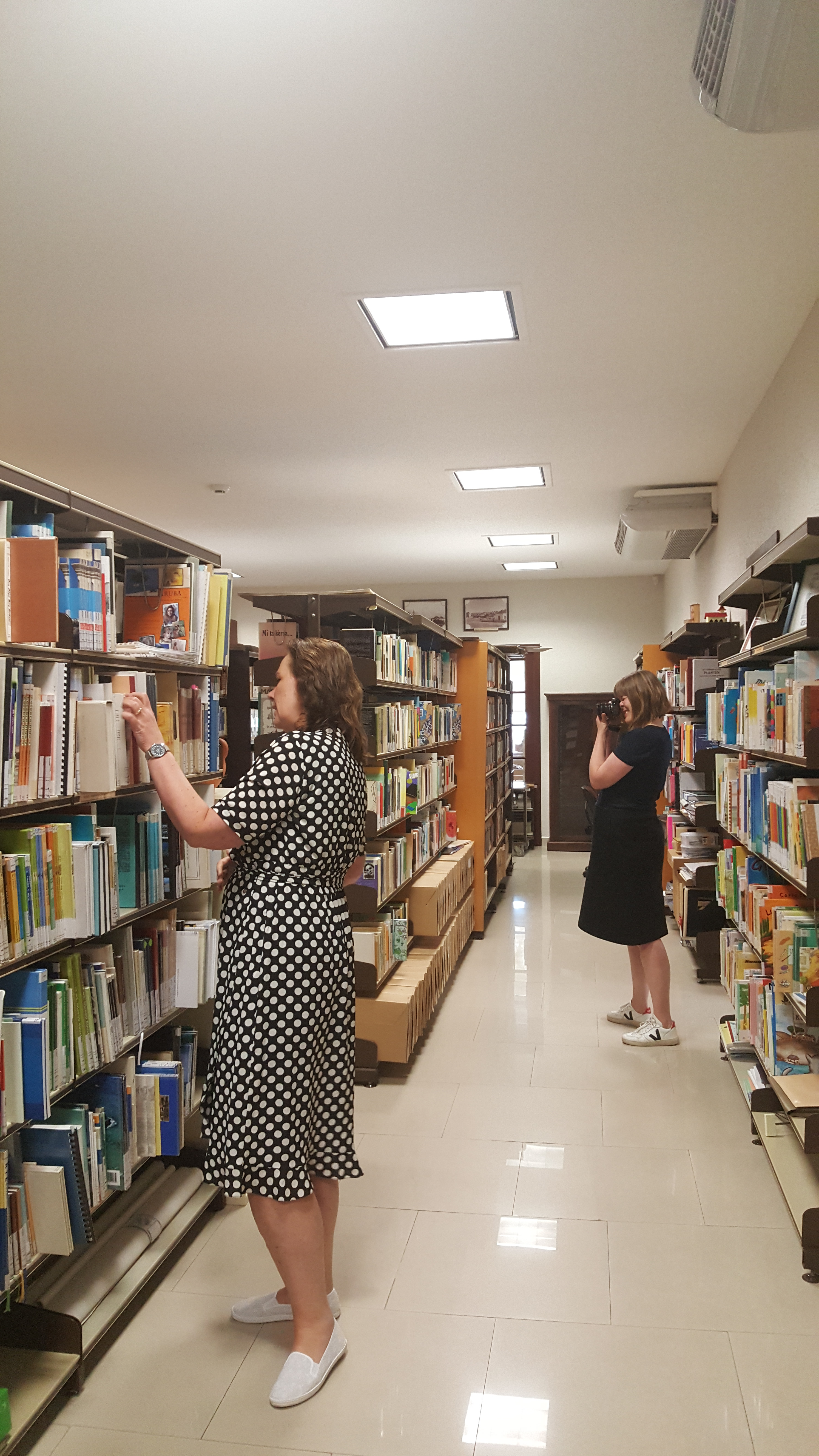
Collecties G. Madurostraat
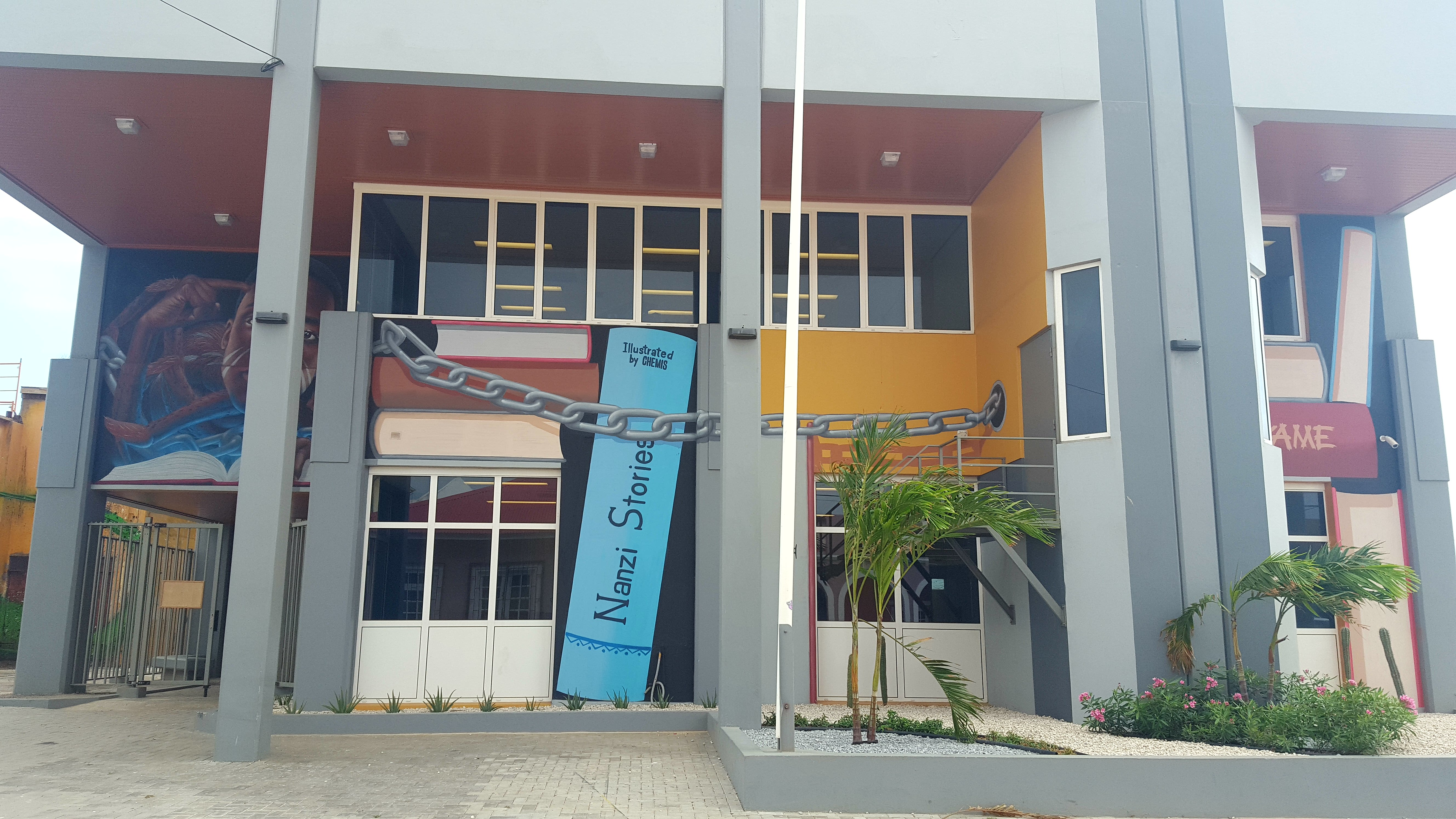
BNA San Nicolas dependance
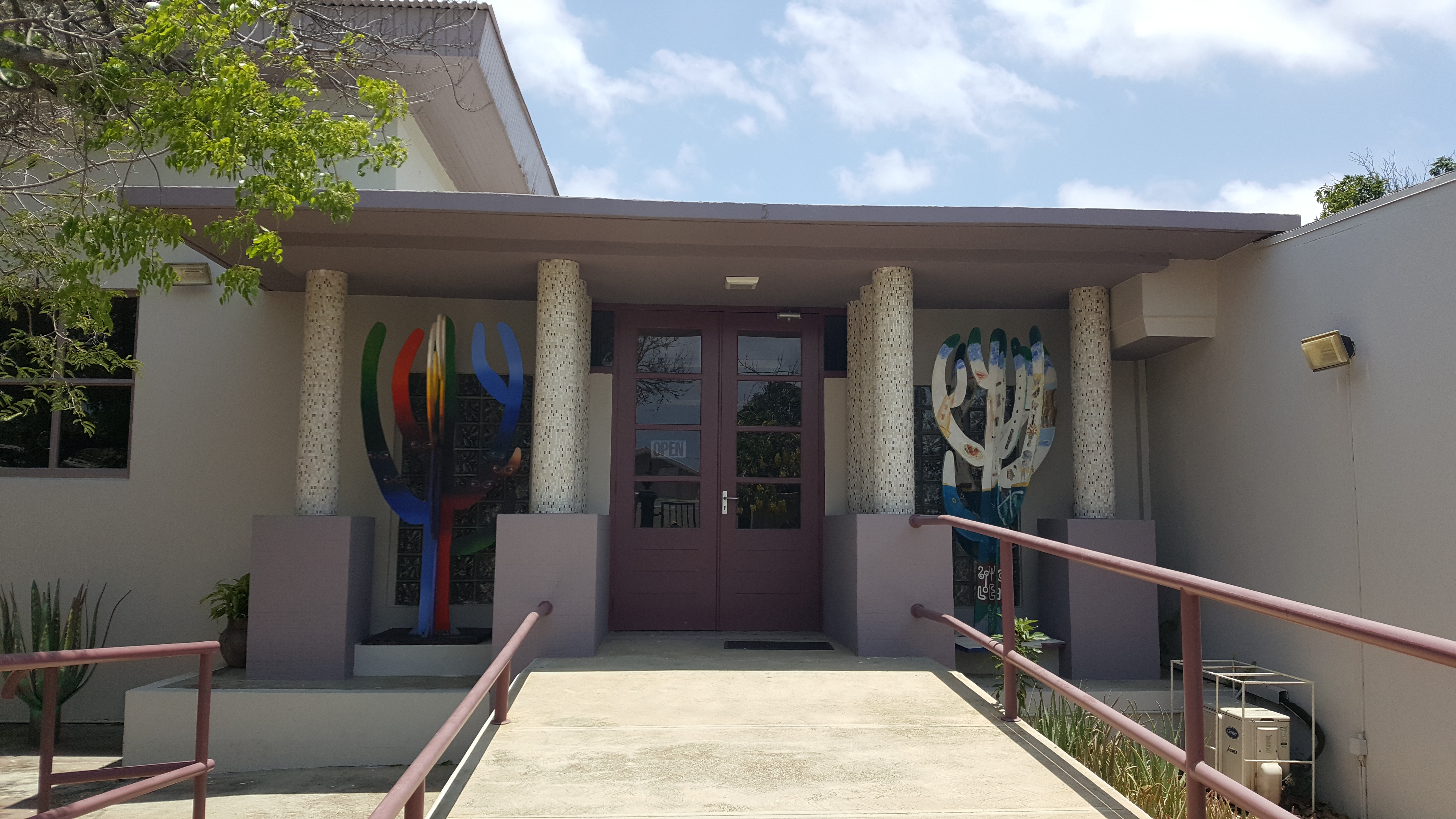
Ingang dependence Bachstraat